# Kevin Ullyett
Kevin Ullyett (Salisbury, 23 maggio 1972) è un ex tennista zimbabwese.

## Carriera
Ullyett è uno specialista del doppio, ha vinto due titoli del Grande Slam nel doppio maschile, il primo agli US Open 2001 e il secondo agli Australian Open 2005, entrambi in coppia con Wayne Black.

In coppia con Black ha partecipato anche ai Giochi olimpici del 2000 e del 2004 ottenendo in quest'ultima edizione il loro miglior piazzamento, al quinto posto.

Anche nel doppio misto ha ottenuto buoni risultati, assieme a Daniela Hantuchová ha vinto gli Australian Open 2002 e nella stessa stagione hanno raggiunto la finale al Torneo di Wimbledon. Raggiunse un'altra finale di uno Slam nel doppio misto agli Australian Open 2005, ma questa volta partecipando in coppia con Liezel Huber.

Nel 2005 si ritirò il suo compatriota e per lungo tempo partner nel doppio maschile Wayne Black, come nuovo partner trovò Jonas Björkman fino al ritiro di quest'ultimo nel 2008 e infine partecipò ai tornei successivi insieme al brasiliano Bruno Soares.

## Vita privata
Suo padre, Robert Ullyett, fu un importante giocatore di hockey su prato che ha preso parte alle Olimpiadi estive del 1964 con la sua nazionale sconfiggendo la Nuova Zelanda 2 a 1 e ottenendo l'undicesimo posto su quindici nazioni.
Attualmente Kevin Ullyett vive a Londra con sua moglie e i due figli.

## Statistiche

### Doppio

#### Vittorie (34)
| Legenda                     |
| Grande Slam (2)             |
| Tennis Masters Cup (0)      |
| ATP Masters Series (5)      |
| ATP Championship Series (4) |
| ATP Tour (23)               |

| Titoli per superficie |
| Cemento (21)          |
| Terra rossa (6)       |
| Erba (3)              |
| Sintetico (3)         |

| N°  | Data              | Torneo                                                         | Superficie  | Compagno       | Avversari in finale                 | Punteggio           |
| 1.  | 3 febbraio 1997   | Shanghai Open, Shanghai                                        | Sintetico   | Maks Mirny     | Tomas Nydahl Stefano Pescosolido    | 7–6, 6–7, 7–5       |
| 2.  | 27 aprile 1998    | U.S. Men's Clay Court Championships, Orlando                   | Terra rossa | Grant Stafford | Michael Tebbutt Mikael Tillström    | 4–6, 6–4, 7–5       |
| 3.  | 11 maggio 1998    | Delray Beach International Tennis Championships, Coral Springs | Terra rossa | Grant Stafford | Mark Merklein Vince Spadea          | 7–5, 6–4            |
| 4.  | 27 luglio 1998    | Washington Open, Washington                                    | Cemento     | Grant Stafford | Wayne Ferreira Patrick Galbraith    | 6–3, 7–5            |
| 5.  | 21 settembre 1998 | Brighton International, Brighton                               | Terra rossa | Neil Broad     | Wayne Arthurs Alberto Berasategui   | 7–6, 6–3            |
| 6.  | 25 ottobre 1999   | Grand Prix de Tennis de Lyon, Lione                            | Sintetico   | Piet Norval    | Wayne Ferreira Sandon Stolle        | 4–6, 7–6(5), 7–6(4) |
| 7.  | 15 novembre 1999  | Stockholm Open, Stoccolma                                      | Cemento (i) | Piet Norval    | Jan-Michael Gambill Scott Humphries | 7–5, 6–3            |
| 8.  | 28 agosto 2000    | Pilot Pen Tennis, Long Island                                  | Cemento     | Jonathan Stark | Jan-Michael Gambill Scott Humphries | 6–4, 6–4            |
| 9.  | 9 ottobre 2000    | Hong Kong Open, Hong Kong                                      | Cemento     | Wayne Black    | Dominik Hrbatý David Prinosil       | 6–1, 6–2            |
| 10. | 13 novembre 2000  | St. Petersburg Open, San Pietroburgo                           | Cemento (i) | Daniel Nestor  | Thomas Shimada Myles Wakefield      | 7–6(5), 7–5         |
| 11. | 19 febbraio 2001  | Copenaghen Open, Copenaghen                                    | Cemento (i) | Wayne Black    | Jiří Novák David Rikl               | 6–3, 6–3            |
| 12. | 27 agosto 2001    | Pilot Pen Tennis, Long Island                                  | Cemento     | Jonathan Stark | Leoš Friedl Radek Štěpánek          | 6–1, 6–4            |
| 13. | 10 settembre 2001 | US Open, New York                                              | Cemento     | Wayne Black    | Donald Johnson Jared Palmer         | 7–6(9), 2–6, 6–3    |
| 14. | 7 gennaio 2002    | ATP Adelaide, Adelaide                                         | Cemento     | Wayne Black    | Bob Bryan Mike Bryan                | 7–5, 6–2            |
| 15. | 4 marzo 2002      | Pacific Coast Championships, San Jose                          | Cemento (i) | Wayne Black    | John-Laffnie de Jager Robbie Koenig | 6–3, 4–6, [10-5]    |
| 16. | 17 giugno 2002    | Queen's Club Championships, Londra                             | Erba        | Wayne Black    | Mahesh Bhupathi Maks Mirny          | 7–6(5), 3–6, 6–3    |
| 17. | 19 agosto 2002    | Washington Open, Washington                                    | Cemento     | Wayne Black    | Bob Bryan Mike Bryan                | 7–6(4), 4–6, 6–3    |
| 18. | 14 ottobre 2002   | Grand Prix de Tennis de Lyon, Lione                            | Sintetico   | Wayne Black    | Mark Knowles Daniel Nestor          | 6–4, 3–6, 7–6(3)    |
| 19. | 28 ottobre 2002   | Stockholm Open, Stoccolma                                      | Cemento (i) | Wayne Black    | Wayne Arthurs Paul Hanley           | 6–4, 2–6, 7–6(4)    |
| 20. | 5 maggio 2003     | Internazionali di Tennis di Baviera, Monaco                    | Terra rossa | Wayne Black    | Joshua Eagle Jared Palmer           | 6–3, 7–5            |
| 21. | 5 aprile 2004     | Miami Masters, Key Biscayne                                    | Cemento     | Wayne Black    | Jonas Björkman Todd Woodbridge      | 6–2, 7–6(12)        |
| 22. | 17 maggio 2004    | Hamburg Masters, Amburgo                                       | Terra rossa | Wayne Black    | Bob Bryan Mike Bryan                | 6–1, 6–2            |
| 23. | 31 gennaio 2005   | Australian Open, Melbourne                                     | Cemento     | Wayne Black    | Bob Bryan Mike Bryan                | 6–4, 6–4            |
| 24. | 15 agosto 2005    | Canada Masters, Montréal                                       | Cemento     | Wayne Black    | Jonathan Erlich Andy Ram            | 7–6(2), 6–4         |
| 25. | 27 febbraio 2006  | Rotterdam Open, Rotterdam                                      | Cemento (i) | Paul Hanley    | Jonathan Erlich Andy Ram            | 7–6(4), 7–6(2)      |
| 26. | 6 marzo 2006      | Dubai Tennis Championships, Dubai                              | Cemento     | Paul Hanley    | Mark Knowles Daniel Nestor          | 1–6, 6–2, [10-1]    |
| 27. | 22 maggio 2006    | Hamburg Masters, Amburgo                                       | Terra rossa | Paul Hanley    | Mark Knowles Daniel Nestor          | 4–6, 7–6(5), [10-4] |
| 28. | 19 giugno 2006    | Queen's Club Championships, Londra                             | Erba        | Paul Hanley    | Jonas Björkman Maks Mirny           | 6–4, 7–6(5)         |
| 29. | 16 ottobre 2006   | Stockholm Open, Stoccolma                                      | Cemento (i) | Paul Hanley    | Olivier Rochus Kristof Vliegen      | 7–6(2), 6–4         |
| 30. | 15 gennaio 2007   | Sydney International, Sydney                                   | Cemento     | Paul Hanley    | Mark Knowles Daniel Nestor          | 6–4, 6(3)–7, [10-6] |
| 31. | 16 giugno 2008    | Nottingham Open, Nottingham                                    | Erba        | Bruno Soares   | Jeff Coetzee Jamie Murray           | 6–2, 7–6(5)         |
| 32. | 12 ottobre 2008   | Stockholm Open, Stoccolma                                      | Cemento (i) | Jonas Björkman | Johan Brunström Michael Ryderstedt  | 6–1, 6–3            |
| 33. | 2 novembre 2008   | Paris Masters, Parigi                                          | Cemento (i) | Jonas Björkman | Jeff Coetzee Wesley Moodie          | 6–2, 6–2            |
| 34. | 25 ottobre 2009   | Stockholm Open, Stoccolma                                      | Cemento (i) | Bruno Soares   | Simon Aspelin Paul Hanley           | 6–4, 7–6(4)         |

#### Finali perse (24)
| N°  | Data             | Torneo                             | Superficie  | Compagno            | Avversari in finale               | Punteggio           |
| 1.  | 29 aprile 1996   | Seoul Open, Seul                   | Cemento     | Kent Kinnear        | Rick Leach Jonathan Stark         | 6–4, 6–4            |
| 2.  | 12 ottobre 1998  | Swiss Indoors, Basilea             | Cemento (i) | Piet Norval         | Olivier Delaître Fabrice Santoro  | 6–3, 7–6            |
| 3.  | 11 gennaio 1999  | Qatar Open ATP, Doha               | Cemento     | Piet Norval         | Alex O'Brien Jared Palmer         | 6–3, 6–4            |
| 4.  | 18 ottobre 1999  | Vienna Open, Vienna                | Cemento (i) | Piet Norval         | David Prinosil Sandon Stolle      | 6–3, 6–4            |
| 5.  | 13 maggio 2002   | Rome Masters, Roma                 | Terra rossa | Wayne Black         | Martin Damm Cyril Suk             | 7–5, 7–5            |
| 6.  | 3 marzo 2003     | Dubai Tennis Championships, Dubai  | Cemento     | Wayne Black         | Leander Paes David Rikl           | 6–3, 6–0            |
| 7.  | 21 luglio 2003   | Stuttgart Open, Stoccarda          | Terra rossa | Evgenij Kafel'nikov | Tomáš Cibulec Pavel Vízner        | 3–6, 6–3, 6–4       |
| 8.  | 6 ottobre 2003   | Kremlin Cup, Mosca                 | Sintetico   | Wayne Black         | Mahesh Bhupathi Maks Mirny        | 6–3, 7–5            |
| 9.  | 20 ottobre 2003  | Madrid Masters, Madrid             | Cemento (i) | Wayne Black         | Mahesh Bhupathi Maks Mirny        | 6–2, 2–6, 6–3       |
| 10. | 22 marzo 2004    | Indian Wells Masters, Indian Wells | Cemento     | Wayne Black         | Sébastien Grosjean Arnaud Clément | 6–3, 4–6, 7–5       |
| 11. | 26 luglio 2004   | RCA Championships, Indianapolis    | Cemento     | Wayne Black         | Jordan Kerr Jim Thomas            | 6(7)–7, 7–6(3), 6–3 |
| 12. | 8 novembre 2004  | Paris Masters, Parigi              | Sintetico   | Wayne Black         | Jonas Björkman Todd Woodbridge    | 6–3, 6–4            |
| 13. | 21 novembre 2004 | Tennis Masters Cup, Houston        | Cemento     | Wayne Black         | Bob Bryan Mike Bryan              | 4–6, 7–5, 6–4, 6–2  |
| 14. | 4 aprile 2005    | Miami Masters, Key Biscayne        | Cemento     | Wayne Black         | Jonas Björkman Maks Mirny         | 6–1, 6–2            |
| 15. | 8 agosto 2005    | Washington Open, Washington        | Cemento     | Wayne Black         | Bob Bryan Mike Bryan              | 6–4, 6–2            |
| 16. | 22 agosto 2005   | Cincinnati Masters, Cincinnati     | Cemento     | Wayne Black         | Jonas Björkman Maks Mirny         | 6–4, 5–7, 6–2       |
| 17. | 9 gennaio 2006   | ATP Adelaide, Adelaide             | Cemento     | Paul Hanley         | Jonathan Erlich Andy Ram          | 7–6(4), 7–6(10)     |
| 18. | 7 agosto 2006    | Washington Open, Washington        | Cemento     | Paul Hanley         | Bob Bryan Mike Bryan              | 6–3, 5–7, [10-3]    |
| 19. | 14 agosto 2006   | Canada Masters, Toronto            | Cemento     | Paul Hanley         | Bob Bryan Mike Bryan              | 7–5, 6–1            |
| 20. | 12 agosto 2007   | Canada Masters, Montréal           | Cemento     | Paul Hanley         | Mahesh Bhupati Pavel Vízner       | 6–4, 6–4            |
| 21. | 21 aprile 2008   | Estoril Open, Estoril              | Terra rossa | Jamie Murray        | Jeff Coetzee Wesley Moodie        | 6–2, 4–6, [10-8]    |
| 22. | 5 luglio 2008    | Torneo di Wimbledon, Londra        | Erba        | Jonas Björkman      | Daniel Nestor Nenad Zimonjić      | 7–6, 6–7, 6–3, 6–3  |
| 23. | 17 agosto 2008   | Washington Open, Washington        | Cemento     | Bruno Soares        | Marc Gicquel Robert Lindstedt     | 7–6, 6–3            |
| 24. | 29 agosto 2009   | Pilot Pen Tennis, New Haven        | Cemento     | Bruno Soares        | Julian Knowle Jürgen Melzer       | 6–4, 7–6(3)         |

### Doppio misto

#### Vittorie (1)
| N° | Data            | Torneo                     | Superficie | Compagno           | Avversari in finale       | Punteggio |
| 1. | 27 gennaio 2002 | Australian Open, Melbourne | Cemento    | Daniela Hantuchová | Gastón Etlis Paola Suárez | 6–3, 6–2  |

#### Finali perse (2)
| N° | Data            | Torneo                      | Superficie | Compagno           | Avversari in finale              | Punteggio        |
| 1. | 7 luglio 2002   | Torneo di Wimbledon, Londra | Erba       | Daniela Hantuchová | Mahesh Bhupathi Elena Lichovceva | 6-2, 1-6, 6-1    |
| 2. | 30 gennaio 2005 | Australian Open, Melbourne  | Cemento    | Liezel Huber       | Samantha Stosur Scott Draper     | 6-2, 2-6, [10-6] |

## Risultati in progressione

### Doppio
| Sigla | Risultato                        |
| ----- | -------------------------------- |
| V     | Vincitore                        |
| F     | Finalista                        |
| SF    | Semifinalista                    |
| QF    | Quarti di Finale                 |
| 4T    | Quarto turno                     |
| 3T    | Terzo turno                      |
| 2T    | Secondo turno                    |
| 1T    | Primo turno                      |
| RR    | Round Robin (World Finals)       |
| LQ    | Turno di Qualifica (Grande Slam) |
| A     | Assente                          |

| Legenda superfici    |
| Cemento              |
| Terra rossa          |
| Erba                 |
| Superficie variabile |

| Torneo                                          | Torneo                                          | 1990  | 1991  | 1992  | 1993  | 1994  | 1995  | 1996  | 1997  | 1998  | 1999  | 2000  | 2001  | 2002  | 2003  | 2004  | 2005  | 2006  | 2007  | 2008  | 2009  | 2010  | Titoli  | V-S    |
| Grande Slam                                     |                                                 |       |       |       |       |       |       |       |       |       |       |       |       |       |       |       |       |       |       |       |       |       |         |        |
| Australian Open                                 | Australian Open                                 | A     | A     | A     | A     | 1T    | QF    | A     | 2T    | 1T    | 1T    | 2T    | QF    | QF    | 3T    | QF    | V     | SF    | SF    | 3T    | 3T    | A     | 1 / 15  | 33–14  |
| Roland Garros                                   | Roland Garros                                   | A     | A     | A     | A     | 1T    | A     | 1T    | 1T    | 2T    | 3T    | 3T    | 3T    | 3T    | 2T    | QF    | 1T    | 2T    | 2T    | QF    | QF    | A     | 0 / 15  | 19–15  |
| Wimbledon                                       | Wimbledon                                       | A     | A     | A     | LQ    | 1T    | 1T    | A     | 1T    | 2T    | 3T    | 1T    | 1T    | 2T    | 3T    | QF    | SF    | QF    | 2T    | F     | QF    | 1T    | 0 / 16  | 24–16  |
| US Open                                         | US Open                                         | A     | A     | A     | A     | 1T    | A     | A     | 1T    | 2T    | 1T    | 1T    | V     | QF    | 3T    | QF    | SF    | SF    | SF    | 2T    | 2T    | A     | 1 / 14  | 29–13  |
| Titoli                                          | Titoli                                          | 0 / 0 | 0 / 0 | 0 / 0 | 0 / 0 | 0 / 4 | 0 / 2 | 0 / 1 | 0 / 4 | 0 / 4 | 0 / 4 | 0 / 4 | 1 / 4 | 0 / 4 | 0 / 4 | 0 / 4 | 1 / 4 | 0 / 4 | 0 / 4 | 0 / 4 | 0 / 4 | 0 / 1 | 2 / 60  | N/A    |
| Vittorie-Sconfitte                              | Vittorie-Sconfitte                              | 0–0   | 0–0   | 0–0   | 0–0   | 0–4   | 3–2   | 0–1   | 1–4   | 3–4   | 4–4   | 2–4   | 11–3  | 9–4   | 7–4   | 12–4  | 14–3  | 12–4  | 10–4  | 8–4   | 9–4   | 0–1   | N/A     | 105–58 |
| Tennis Masters Cup / ATP World Tour Finals      |                                                 |       |       |       |       |       |       |       |       |       |       |       |       |       |       |       |       |       |       |       |       |       |         |        |
| Masters Grand Prix/ATP Tour World Championships | Masters Grand Prix/ATP Tour World Championships | A     | A     | A     | A     | A     | A     | A     | A     | A     | RR    | A     | A     | A     | A     | F     | SF    | SF    | SF    | RR    | A     | A     | 0 / 6   | 13–10  |
| Masters Series                                  |                                                 |       |       |       |       |       |       |       |       |       |       |       |       |       |       |       |       |       |       |       |       |       |         |        |
| Indian Wells                                    | Indian Wells                                    | A     | A     | A     | A     | SF    | LQ    | A     | A     | A     | 2T    | 1T    | 1T    | QF    | 2T    | F     | QF    | 1T    | QF    | QF    | 1T    | A     | 0 / 12  | 16–12  |
| Key Biscayne                                    | Key Biscayne                                    | A     | A     | A     | A     | 2T    | 1T    | A     | A     | 2T    | 2T    | 3T    | 3T    | 3T    | 2T    | V     | F     | SF    | QF    | 2T    | QF    | A     | 1 / 14  | 23–13  |
| Monte Carlo                                     | Monte Carlo                                     | A     | A     | A     | A     | A     | A     | A     | A     | A     | 2T    | 1T    | 1T    | A     | SF    | A     | A     | A     | SF    | SF    | 2T    | A     | 0 / 7   | 7–7    |
| Roma                                            | Roma                                            | A     | A     | A     | A     | A     | A     | A     | A     | A     | 1T    | A     | 1T    | F     | 2T    | QF    | 2T    | QF    | QF    | SF    | SF    | A     | 0 / 10  | 11–10  |
| Amburgo                                         | Amburgo                                         | A     | A     | A     | A     | A     | A     | A     | A     | A     | 2T    | A     | 2T    | 1T    | 2T    | V     | 2T    | V     | F     | 2T    | NME   | NME   | 2 / 9   | 13–7   |
| Montreal / Toronto                              | Montreal / Toronto                              | A     | A     | A     | A     | A     | A     | A     | A     | 1T    | 2T    | 2T    | 2T    | 2T    | 1T    | 2T    | V     | F     | F     | QF    | 2T    | A     | 1 / 12  | 14–11  |
| Cincinnati                                      | Cincinnati                                      | A     | A     | A     | LQ    | LQ    | A     | A     | 1T    | 1T    | 1T    | 1T    | 1T    | 2T    | 1T    | 2T    | F     | 2T    | QF    | 2T    | 2T    | A     | 0 / 13  | 5–13   |
| Madrid Stoccarda                                | Madrid Stoccarda                                | A     | A     | A     | A     | A     | A     | A     | A     | 1T    | 1T    | 2T    | 2T    | 2T    | F     | A     | SF    | SF    | 2T    | SF    | SF    | A     | 0 / 11  | 11–11  |
| Parigi                                          | Parigi                                          | A     | A     | A     | A     | A     | A     | A     | A     | QF    | 1T    | 1T    | SF    | 2T    | QF    | F     | SF    | 1T    | QF    | V     | 2T    | A     | 1 / 12  | 16–11  |
| Titoli                                          | Titoli                                          | 0 / 0 | 0 / 0 | 0 / 0 | 0 / 0 | 0 / 2 | 0 / 1 | 0 / 0 | 0 / 1 | 0 / 5 | 0 / 9 | 0 / 7 | 0 / 9 | 0 / 8 | 0 / 9 | 2 / 7 | 1 / 8 | 1 / 8 | 0 / 9 | 1 / 9 | 0 / 9 | 0 / 0 | 5 / 101 | N/A    |
| Vittorie-Sconfitte                              | Vittorie-Sconfitte                              | 0–0   | 0–0   | 0–0   | 0–0   | 4–2   | 0–1   | 0–0   | 0–1   | 3–5   | 4–9   | 3–7   | 5–9   | 9–8   | 8–9   | 17–5  | 17–7  | 12–7  | 14–9  | 13–8  | 7–9   | 0–0   | N/A     | 116–96 |
| Ranking                                         | Ranking                                         | 934   | 339   | 235   | 135   | 91    | 158   | 103   | 92    | 35    | 26    | 34    | 13    | 11    | 18    | 9     | 6     | 8     | 10    | 8     | 24    | –     | N/A     | N/A    |